# Corymbia collina
Corymbia collina är en myrtenväxtart som först beskrevs av William Vincent Fitzgerald, och fick sitt nu gällande namn av Kenneth D. Hill och Lawrence Alexander Sidney Johnson. Corymbia collina ingår i släktet Corymbia och familjen myrtenväxter. Inga underarter finns listade i Catalogue of Life.